# کانیو کریستالس
کانیو کریستالس (به اسپانیایی: Caño Cristales) (به فارسی: شیراب بلورین) یک رودخانه در کشور کلمبیا است که به دلیل جلوه‌های منحصر به فرد رنگی در جهان مشهور است.

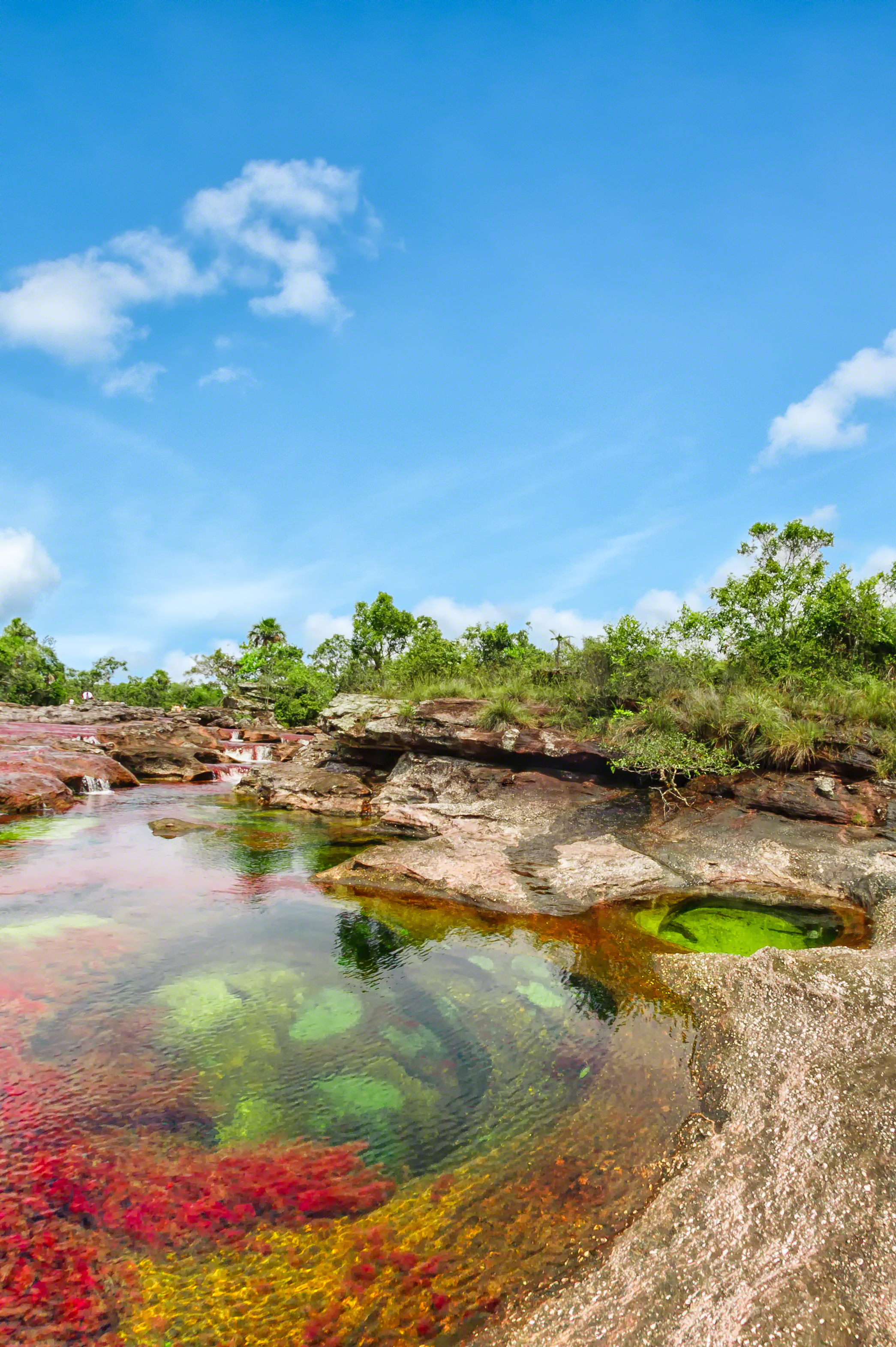
شیراب بلورین.